# Адхидевата
Адхидева́та (др.-инд. «adhi-devatā», «adhi-daivatā», буквально — «относящийся к божественному») — обозначение высшего  божества как творца мира вещей в индуистской мифологии. Наряду с понятием Адхьятман, это понятие должно рассматриваться как дальнейшее развитие учения о тождестве макро- и микрокосма, Вселенной и первочеловека (см. Пуруша).